# 冯大同
冯大同（1934年—1995年），男，汉族，广东南海人，中国国际经济法专家，曾任对外经济贸易大学国际经济法系系主任、教授。